# Grand-Couronne
Grand-Couronne – miejscowość i gmina we Francji, w regionie Normandia, w departamencie Sekwana Nadmorska. Przez miejscowość przepływa Sekwana. 
Według danych na rok 1990 gminę zamieszkiwały 9792 osoby, a gęstość zaludnienia wynosiła 578 osób/km² (wśród 1421 gmin Górnej Normandii Grand-Couronne plasuje się na 27. miejscu pod względem liczby ludności, natomiast pod względem powierzchni na miejscu 98.).